# The Bro Code
The Bro Code (öv. 'Brorskoden') är en bok skriven 2009 av Neil Patrick Harris och Matt Kuhn. I boken kan man läsa om alla regler en person måste följa för att anses vara en "bro".